# Jean Baptiste Fanneau de Lahorie
Pour les articles homonymes, voir Fanneau et La Horie.
Jean Baptiste Fanneau de Lahorie est un conservateur des Eaux et Forêts et une personnalité politique française né le 13 octobre 1767 à Javron et mort le 7 février 1845 à Dijon.

## Biographie
Il est le neuvième des 16 enfants de Charles Julien Fanneau de la Horie et de Marie Jeanne Renée Le Meunier du Bignon son épouse.
Administrateur du département de la Mayenne, il fut élu professeur d'histoire naturelle à l'École centrale de Laval le 6 ventôse an VI, mais il n'ouvrit sans doute jamais son cours, car il fut élu député de la Mayenne au Conseil des Cinq-Cents le 24 Germinal an VII.
Il est élu aux Élections législatives de 1799 dans la Mayenne député de la session de 1799 jusqu'au Coup d'État du 18 Brumaire sans doute.
Nommé par Napoléon Bonaparte, premier Consul, conservateur des Bois et Forêts à Liège le 4 Ventose an IX. Il fut ensuite professeur à Nancy, peut être aux Eaux et Forêts. Par la suite, il fut nommé par le Roi, l'un des six Conservateurs des Eaux et Forêts, en poste à Dijon. Il semble avoir été très généreux pour les divers hospices et congrégations de cette ville. Il mourut célibataire sans descendance.

## Source partielle
« Jean Baptiste Fanneau de Lahorie », dans Adolphe Robert et Gaston Cougny, Dictionnaire des parlementaires français, Edgar Bourloton, 1889-1891 [détail de l’édition]